# The Essential Bruce Springsteen
The Essential Bruce Springsteen è la quarta compilation del cantautore statunitense, pubblicata nel 2003; è un cofanetto di 3 CD, due di brani già pubblicati e il terzo di inediti; alcuni brani sono in versione live.

## Tracce
Per i primi due dischi a fianco di ogni traccia viene riportato l'anno di pubblicazione che può essere usato come riferimento univoco all'album originale (vedi la discografia di Bruce Springsteen). Nel caso in cui nello stesso anno siano stati pubblicati più album all'anno viene fatta seguire una lettera dell'alfabeto.
Disco 1
1. Blinded by the Light (1973 a)
2. For You (1973 a)
3. Spirit in the Night (1973 a)
4. 4th of July, Asbury Park (Sandy) (1973 b)
5. Rosalita (Come Out Tonight) (1973 b)
6. Thunder Road (1975)
7. Born to Run (1975)
8. Jungleland (1975)
9. Badlands (1978)
10. Darkness on the Edge of Town (1978)
11. The Promised Land (1978)
12. The River (1980)
13. Hungry Heart (1980)
14. Nebraska (1982)
15. Atlantic City (1982)

Disco 2
1. Born in the U.S.A. (1984)
2. Glory Days (1984)
3. Dancing in the Dark (1984)
4. Tunnel of Love (1987)
5. Brilliant Disguise (1987)
6. Human Touch (1992 a)
7. Living Proof (1992 b)
8. Lucky Town (1992 b)
9. Streets of Philadelphia (1993)
10. The Ghost of Tom Joad (1995)
11. The Rising (2002)
12. Mary's Place (2002)
13. Lonesome Day (2002)
14. American skin (41 Shots) (2001)
15. Land of Hope and Dreams (2001)

Disco 3
1. From Small Things (Big Things One Day Come)
2. The Big Payback
3. Held Up Without a Gun
4. Trapped
5. None But the Brave
6. Missing
7. Lift Me Up
8. Viva Las Vegas
9. County Fair
10. Code of Silence
11. Dead Man Walkin'
12. Countin' on a Miracle

## Versione 2015
Nella versione del 2015 la tracklist è stata modificata: 
- dell'album Greetings from Asbury Park, N.J. le 3 tracce presenti nella versione 2003 vengono sostituite da Growin' Up;
- dell'album Born to Run Jungleland viene sostituita da Tenth Avenue Freeze-Out;
- dell'album Darkness on the Edge of Town la title track viene sostituita da Prove It All Night;
- dell'album The River vengono aggiunte le tracce The Ties That Bind e Out in the Street;
- dell'album Nebraska la title track viene sostituita da Johnny 99;
- dell'album Tunnel of Love la title track viene sostituita da One Step Up e Tougher Than the Rest;
- dell'album Lucky Town le due tracce della versione 2003 vengono sostituite da Better Days e If I should fall behind;
- dell'album Greatest Hits viene aggiunta Murder Incorporated;
- infine, vengono aggiunte Devils and Dust, Long time comin', Radio Nowhere, Working on a Dream, My Lucky Day, The Wrestler, We Take Care of Our Own e Hunter of invisible Game

## Classifiche
| Eventuale singolo dell'album | Anno | Classifica          | Massima posizione raggiunta |
| ---------------------------- | ---- | ------------------- | --------------------------- |
| Album completo               | 2004 | The Billboard 200   | 14                          |
| Album completo               | 2004 | Top Internet Albums | 70                          |